# رولانداس باكساس
رولانداس باكساس (بالليتوانية: Rolandas Paksas) (و. 1956 – م) هو سياسي من ليتوانيا ولد في تلسياي.

## روابط خارجية
- رولانداس باكساس على موقع الموسوعة البريطانية (الإنجليزية)
- رولانداس باكساس على موقع مونزينجر (الألمانية)